# Cryphia ravulatra
Cryphia ravulatra är en fjärilsart som beskrevs av Aubert. Cryphia ravulatra ingår i släktet Cryphia och familjen nattflyn. Inga underarter finns listade i Catalogue of Life.